# Kroncong
Kroncong, także keroncong – gatunek muzyki indonezyjskiej. Muzykę kroncong wykonuje się na parze małych gitar typu ukulele (zwanych cak i cuk). Instrumenty te stanowią lokalną wersję portugalskiej gitary cavaquinho. Typowa orkiestra kroncong posługuje się także szeregiem innych instrumentów o proweniencji europejskiej; należą do nich: skrzypce, wiolonczela, kontrabas oraz flet poprzeczny.
Repertuar muzyki kroncong tworzą pieśni zwane langgam. Ich charakterystyczną cechą jest sentymentalność i nostalgiczność. Najczęściej porusza się w nich tematykę nieszczęśliwej miłości i tęsknoty.
Istnieją dwie różne hipotezy na temat rozprzestrzenienia się tego gatunku muzyki w Indonezji. Według pierwszej z nich korzeni muzyki kroncong należy szukać wśród schrystianizowanych niewolników, tj. ludności osiedlonej w rejonie Tugu na obrzeżach Batawii (dzisiejszej Dżakarty). Z tego miejsca kroncong miał rozprzestrzenić się na całą Jawę, a ostatecznie objąć swoim zasięgiem pozostałe regiony archipelagu indonezyjskiego. Druga hipoteza głosi natomiast, że muzyka kroncong zrodziła się na Molukach we wschodniej Indonezji. W drugiej połowie XIX wieku miała trafić do Batawii przez Celebes i Kalimantan, by dopiero w XX wieku dotrzeć do miast Jawy Środkowej.